# 神奈川県の城
神奈川県の城（かながわけんのしろ）は神奈川県内にかつてあった城館や現存する城を地域別にとりまとめたものである。城が存在していない地域は表記しないものとする。

## 市

### 川崎市
- 枡形城
- 小沢城
- 寺尾城 (川崎市)
- 小杉陣屋
- 小杉御殿
- 矢上城
- 井田城

### 横浜市
- 寺尾城 (横浜市)
- 茅ヶ崎城
- 権現山城
- 青木城
- 神奈川台場
- 小机城
- 篠原城
- 榎下城
- 荏田城
- 蒔田城
- 今井城
- 磯子城
- 青ヶ台城
- 笹下城
- 野庭関城
- 岡津城
- 岡津陣屋
- 獅子ヶ谷城
- 泉小次郎親衡館
- 小菅ヶ谷殿館
- 長尾城

### 藤沢市
- 大庭城
- 村岡城
- 御幣山城

### 横須賀市
- 衣笠城
- 怒田城
- 浦賀城
- 佐原城

### 三浦市
- 新井城
- 三崎城

### 鎌倉市
- 玉縄城
- 玉縄陣屋
- 杉本城
- 鎌倉城
- 一升桝遺跡
- 五合桝遺跡

### 逗子市
- 住吉城

### 平塚市
- 田村館（田村城）

### 大和市
- 深見城

### 相模原市
- 津久井城
- 磯部城
- 上矢部城
- 淵野辺城

### 厚木市
- 荻野山中陣屋
- 七沢城
- 愛甲城
- 厚木城

### 伊勢原市
- 岡崎城
- 上杉氏館

### 秦野市
- 波多野城
- 七沢城

### 小田原市
- 小田原城 - 小田原市に現存する城
- 石垣山城

### 南足柄市
- 足柄城

### 綾瀬市
- 早川城

## 郡

### 愛甲郡愛川町
- 小沢城
- 小沢古城

### 中郡大磯町
- 小磯城

### 足柄上郡山北町
- 河村城

### 足柄下郡箱根町
- 進士ヶ城
- 鷹ノ巣城

### 足柄下郡真鶴町
- 荒井城

### 足柄下郡湯河原町
- 土肥氏館
- 土肥城